# Alfred Croiset

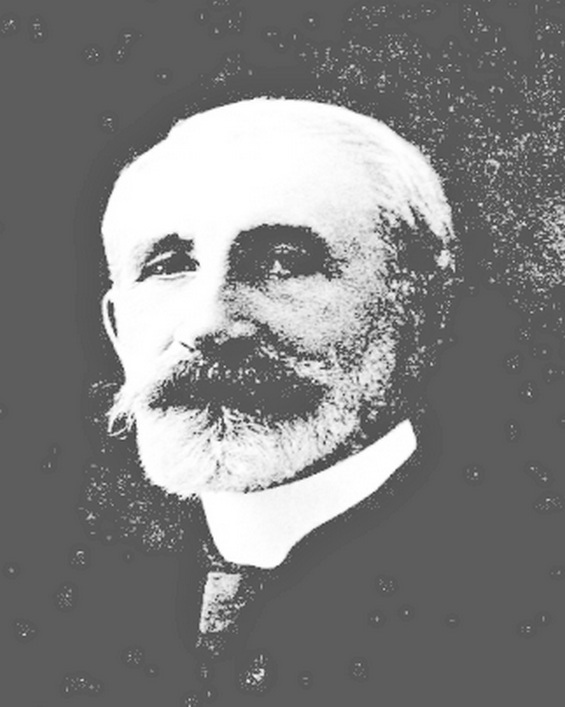
Alfred Croiset

Marie Joseph Alfred Croiset (* 5. Januar 1845 in Paris; † 7. Juni 1923 ebenda) war ein französischer Klassischer Philologe (Gräzist).

## Leben und Werk
Alfred Croiset, Sohn des Gymnasiallehrers und Altphilologen (François) Paul Croiset (1814–1897), besuchte 1855 bis 1859 das Lycée Charlemagne und anschließend bis 1864 das Lycée Louis-le-Grand in Paris. Auch sein ein Jahr jüngerer Bruder Maurice (1846–1935) wurde ein bedeutender Klassischer Philologe, häufig arbeiteten die Brüder zusammen. Alfred Croiset begann noch 1864 an der École normale supérieure mit dem Studium der Klassischen Philologie, dass er 1867 abschloss. In den folgenden zehn Jahren lehrte er an verschiedenen Lycéen in Frankreich (1867 Chambéry, 1868 Nevers, 1871 Montauban, 1871 Collège Stanislas in Paris, 1874 Lycée Charlemagne in Paris). Diese Tätigkeit wurde nur zweimal unterbrochen, erstmals 1870 während seiner Mobilmachung zum Deutsch-Französischen Krieg, danach noch einmal 1873 während der Promotion mit der Arbeit Xénophon, son caractère et son talent an der Sorbonne. 1877 wechselte er als Maître de conférences an die Sorbonne, wo er sich 1880 mit der Arbeit De personis apud Aristophanem habilitierte, 1885 wurde er dort Professor. 1886 wurde er Mitglied der Académie des inscriptions et belles-lettres. Von 1898 bis 1919 war er Dekan der Faculté des lettres, nach seinem Ausscheiden aus der Position erhielt er den Titel eines Dekan h. c. Er wurde beurlaubt und 1921 emeritiert.
1887 wurde er Ritter, 1897 Offizier, 1901 Kommandeur, 1913 Großoffizier der Ehrenlegion.
Croiset widmete sich vor allem der griechischen Literatur. Seine zusammen mit Louis Bodin herausgebrachte kritische Ausgabe der Dialoge Platons wird noch heute verwendet. Daneben befasste er sich mit Pindar, Thukydides sowie Xenophon und Aristophanes. Mit seinem Bruder verfasste er eine viel gelesene Griechische Literaturgeschichte, die auch Grundlage eines Handbuches wurde. Gemeinsam mit seinen Schriften zur Demokratieerziehung fand sie ganz besonders in den Vereinigten Staaten großen Anklang und weite Verbreitung. Seine Anstrengungen zur Reform der Lehre sowie sein langjähriges Wirken als Dekan führten zum Gegensatz mit antimodernistischen Kreisen, die ihm eine Verwissenschaftlichung sowie eine „Germanisierung“ der Geisteswissenschaften vorwarfen. Zu den Kritikern aus den studentischen Kreisen gehörte auch Henri Massis. Zu Croisets Schülern gehörten Paul Mazon, Auguste Diès und Gustave Glotz.

## Schriften (Auswahl)
- De personis apud Aristophanem. Dissertation Paris 1873 (Digitalisat).
- mit Maurice Croiset: Histoire de la littérature grecque. 5 Bände, Paris 1887–1899
  - Band 1, 1887, Digitalisat, Band 2, 1890, Digitalisat, Band 3, 1891, Digitalisat, Band 4, 1895, Digitalisat, Band 5, 1899, Digitalisat
  - Gekürzte englische Ausgabe: An abridged history of Greek literature,  Macmillan 1904 (Digitalisat).
- La poésie de Pindare et les lois du lyrisme grec. Paris 1880 (Digitalisat).
- Les démocraties antiques. Paris 1909 (Digitalisat).